# Wendy Umanzor
Wendy Mercedes Umanzor Sagastume (El Progreso, Honduras, 14 de septiembre de 1984) es una futbolista hondureña que juega como centrocampista. Ha formado parte de la selección femenina de Honduras.

## Carrera
Umanzor fue internacional absoluta con Honduras durante la fase de clasificación para el Campeonato Femenino de la CONCACAF de 2014.
| N.º | Fecha              | Sede                                            | Rival  | Puntuación | Resultado | Competición                                      | Ref.  |
| --- | ------------------ | ----------------------------------------------- | ------ | ---------- | --------- | ------------------------------------------------ | ----- |
| 1   | 20 de mayo de 2014 | Estadio Mateo Flores, Guatemala City, Guatemala | Belice | 4–0        | 8–0       | 2014 CONCACAF Women's Championship qualification | [ 1 ] |